# بريدن كينغ
بريدن كينغ (بالإنجليزية: Braden King)‏ هو مصور ومخرج أمريكي، ولد في 1971.

## وصلات خارجية
- بريدن كينغ على موقع IMDb (الإنجليزية)
- بريدن كينغ على موقع ألو سيني (الفرنسية)
- بريدن كينغ على موقع أول موفي (الإنجليزية)
- بريدن كينغ على موقع قاعدة بيانات الفيلم (الإنجليزية)
- بريدن كينغ على موقع كينوبويسك (الروسية)